# En mil pedazos (álbum de Plan 4)
En mil pedazos es el tercer álbum de estudio de la banda de groove metal Plan 4, editado en 2010 por su propio sello Destino records. Fue grabado entre enero y julio de 2010 en los estudios Infire bajo la producción de Javier Casas.
Es el último disco con el bajista Diego Oviedo, quien abandona la banda y es reemplazado por Matías Solo.

## Canciones
1. En mil pedazos
2. Mi falta de fe
3. El verdugo
4. No me des por muerto
5. Un nuevo rey
6. Hasta que puedas oirme
7. Odio (tiempos violentos)
8. Euforia
9. Último recurso
10. Bienvenido al juego
11. Marcado al fuego
12. La bestia escondida

- Datos: Q5832113